# Battaglia della Baia di Viipuri
La battaglia della baia di Viipuri (in finlandese Viipurinlahden taistelu) è stato un episodio della guerra di continuazione a seguito della quale l'Unione Sovietica conquistò la maggior parte delle isole della Baia di Viipuri.

## Contesto
Nel giugno 1944 l'Armata Rossa penetrò nelle difese finlandesi nei pressi di Valkeasaari e il 20 giugno le forze sovietiche arrivarono a Viipuri dove incontrarono una forte resistenza finlandese.

## La battaglia
La marina finlandese controllava la Baia di Viipuri grazie anche ad un robusto avamposto sull'isola di Koivisto e quando la Flotta del Baltico sovietico arrivò nell'area i combattimento furono molto intensi. Le forze finlandesi erano infatti supportate dalle motozzattere della Kriegsmarine.
Solo il 5 luglio la 124. divisione fucilieri sovietica riuscì a conquistare le isole di Teikari e Melansaari ma i combattimenti durarono fino all'8 luglio quando le forze naziste e finlandesi respinsero l'ultimo tentativo di sbarcare sulla riva nord della baia.

## Conseguenze
L'esercito sovietico riuscì a conquistare le isole della Baia di Viipuri pagando un alto prezzo in termini di uomini e risorse ma non riuscì a costruire una testa di ponte verso la riva settentrionale della baia.